# Agronomes et vétérinaires sans frontières
Agronomes et vétérinaires sans frontières (AVSF) est une association à but non lucratif française de solidarité internationale en soutien à l'agriculture paysanne. Elle est reconnue d'utilité publique.

## Histoire
AVSF est fondée en 2005. Elle est issue de la fusion entre Vétérinaires sans frontières (VSF), créé en 1983, et du Centre international de coopération pour le développement agricole (CICDA), créé en 1977.
En 2005, l'organisation a dépensé entre 250 000 et 500 000 dollars US pour ses projets au Viêt Nam de promotion du développement rural durable. En 2018, l'organisation a soutenu 140 000 familles. 89 % de ses dépenses, sur un budget de 15 millions d'euros, sont affectées aux projets sur le terrain.
Le directeur d'AVSF, Benoît Maria, est assassiné en août 2020 au Guatemala, sans que le motif ne soit connu. Établi dans ce pays depuis plus de 20 ans, il était engagé dans le développement de projets agricoles en faveur des communautés indigènes et à la création en 2011 de l’université d’Ixil, dédiée au savoir ancestral des peuples autochtones.

## Missions
L'association travaille sur trois grandes thématiques :
- l'accès et la gestion des ressources naturelles (eau, terre, forêt) ;
- le développement de l’élevage et la santé animale ;
- la transformation des produits agricoles et l’accès aux marchés locaux et internationaux, notamment par le biais du commerce équitable.

Avec comme cible le développement au sens d’une communauté durable entre éleveurs et animaux dans les pays du Sud.

## Activités
AVSF intervient aujourd’hui dans 22 pays sur 3 continents[réf. nécessaire].
- Afrique : Mali, Niger, Sénégal, Togo et Madagascar
- Amérique Latine : Guatemala, Honduras, Nicaragua, Haïti[8], Colombie, Pérou, Équateur, Bolivie
- Asie : Afghanistan, Cambodge, Laos, Mongolie, Vietnam

AVSF a aussi réalisé des projets au Brésil, au Maroc, au Burkina Faso, en Palestine et aux Comores.
AVSF crée également des alliances pour démultiplier ses actions, ici avec une entreprise: ETHIQUABLE. En 2016 a ainsi été créé un poste commun d’assistant technique expatrié à Madagascar. L'objectif des deux structures est de « faire émerger ou de renforcer des organisations de producteurs autonomes dans un pays assez verrouillé, pour qu’elles deviennent exportatrices des cultures qu’elles produisent sur des filières plus justes ».

## Organisation interne

### Salariés
L'association emploie environ 300 professionnels salariés. Selon son rapport d'activité, 85 % d'entre eux sont des professionnels issus des pays dans lesquels les projets sont menés et plus de 80 partenaires locaux. Les salariés d'AVSF en France sont répartis sur deux sites : au siège à Lyon, ainsi qu'à la Cité du Développement Durable à Nogent-sur-Marne.
La direction générale de l’association est assumée par Frédéric Appolin.

### Conseil d'administration
Le conseil d’administration d’AVSF, dont les 24 membres sont élus par l’assemblée générale annuelle, est responsable de l’élaboration et de la mise en œuvre des orientations et de la stratégie de l’association, de la bonne réalisation de ses actions et d’une gestion durable de l’institution.

## Réseau
AVSF est membre du GIP RESACOOP, et de l'association Coopération SUD.